# 尼古拉斯·塔利
尼古拉斯·塔利是澳大利亚胃肠病学家、研究员和临床教育家。

## 早期生活
塔莉在澳大利亚悉尼长大。他是第一代澳大利亚人，是一位匈牙利人胃肠病学家的儿子，也被称为尼古拉斯·塔利·奥姆·弗拉克。

## 教育经历
塔莉在新南威尔士大学学习医学，1979年以优异成绩毕业。他接受了内科学的研究生培训，追随父亲的脚步，成为了一名胃肠病学家。对研究感兴趣的塔莉在1984年获得了国家健康和医学研究委员会奖学金。
塔利在悉尼的威尔士亲王医院和悉尼的皇家北岸醫院以及明尼苏达州的罗切斯特的梅奥诊所进行了医疗培训。

## 职业生涯
1988年，塔利被任命为明尼苏达州梅奥诊所的顾问。1993，塔利回到澳大利亚，成为悉尼Nepean Hospital的基础医学教授。2002年，塔利回到明尼苏达州的梅奥诊所，成为肠神经科学转化和流行病学研究项目中心的联合主任。在梅奥诊所的这段时间里，塔利还担任过医学教授。2006年，他还成为了流行病学教授。2007年，塔莉被任命为佛罗里达州杰克逊维尔市梅奥诊所的医学院院长。
2010年，塔利回到澳大利亚，成为新南威尔士州纽卡斯尔大学健康与医学系副校长。2013-14年，塔利在同一所大学担任研究与创新副校长。[1]塔莉还在新南威尔士州新兰顿高地的约翰亨特医院做胃肠病专家。
塔莉是2014-2016年澳大利亚皇家医师学院前院长。2015-2017年担任澳大利亚医学院院长理事会主席。他是澳大利亚医学杂志的现任主编。
2018年澳大利亚日，他因在医学研究、胃肠学和流行病学领域的教育、国家和国际一级的学术、作者和管理者以及健康和科学方面的杰出服务而被授予澳大利亚医嘱（AC）的伴侣。C协会”。
2018年，他因在科学领域的工作又获得了两项著名奖项：
- 新南威尔士州年度科学家奖，澳大利亚悉尼-由新南威尔士州州长于2018年11月颁发。

- 澳大利亚研究院，Peter Wills奖章，澳大利亚悉尼-由Peter Wills本人于2018年11月颁发。

## 研究
塔莉的研究兴趣是神经胃肠病学；包括治疗功能性消化不良和肠易激综合征的病理生理学和流行病学；他被认为是该领域的国际权威。泰利还对[糖尿病][胃肠道]]并发症有浓厚的兴趣。
塔莉发表了100多篇研究论文。他是罗马基金会董事会成员17年（在所有功能性胃肠疾病分类中的权威）。塔莉曾是消化药理学和治疗学的编辑，也是美国胃肠病学杂志的前编辑。2015年，塔利被任命为[澳大利亚医学杂志]的主编。
塔莉是一个广泛研究组合的主要研究者，包括一个大型多中心国家卫生研究院资助的功能性消化不良（UO1）随机对照试验。他还是NIH多个项目拨款的首席调查员。

## 教育
Talley和Simon O'Connor博士合著了《临床检查》，一本广泛使用的体检教材。Talley和O'Connor写这本书是因为许多现有的教科书都忽略了有用的临床检查技术。
Talley and O'Connor还为研究生学员编写了广受好评的考试医学。
塔利写了《内科学：基本事实》这本教科书。